# Caryobruchus marieae
Caryobruchus marieae is een keversoort uit de familie bladkevers (Chrysomelidae). De wetenschappelijke naam van de soort werd in 1990 gepubliceerd door Nilsson & Johnson.